# Если бы взгляды могли убивать
«Если бы взгляды могли убивать» (англ. If Looks Could Kill, в Великобритании вышел под названием «Подросток-агент» (англ. Teen Agent)) — американский комедийный боевик 1991 года режиссёра Уильяма Дира, с Ричардом Греко в главной роли.

## Сюжет
Восемнадцатилетний Майкл Корбен (Ричард Греко) из Детройта, штат Мичиган, симпатичный бездельник, отстающий. Вместо того, чтобы посещать уроки французского в старшей школе, он всё своё время тратит на выпивку и вечеринки, пока не пришёл выпускной, когда всё его распутство настигло его, и он узнал, что не может закончить учёбу без зачёта по французскому языку. У него есть только ещё один шанс получить признание: учитель французского, миссис Гробер (Робин Бартлетт) и Французский клуб направляются во Францию в летнюю школу, и Майкл должен сопровождать их и участвовать, если он хочет получить диплом следующим летом.
Однако в аэропорту агент ЦРУ, также по имени Майкл Корбен (Дэвид Макилрайт), который тоже направлялся во Францию, был убит наёмной убийцей Ильзой Грант (Линда Хант), приспешницей и суррогатной матерью злодея — Августа Стеранко (Роджер Рис), который стремится украсть всё золото в Европе и использовать его для чеканки собственных монет под видом общей валюты. Поскольку важные детали личности агента (включая его реальный возраст) тщательно держались в секрете, Майкла ошибочно принимают за агента ЦРУ. Он необъяснимо сел первым классом на его рейс в Париж, и по прибытии увозится британской разведкой.
Миссия покойного агента Корбена заключалась в том, чтобы защитить Августа Стеранко, который (не подозревая, что он злой) убивал европейских министров финансов в рамках своего плана. После некоторых попыток объяснить, что он не тот Корбен, которого они думают, Майкл соглашается подыграть, как только станет очевидно, что ему будет разрешено использовать высокотехнологичные гаджеты, в том числе рентгеновские очки, взрывающуюся жевательную резинку и LA Gear — кроссовки с присосками, а также «Lotus Esprit». Сначала он наслаждается захватывающими приключениями, которые предлагает жизнь шпиона, но начинает переосмысливать своё решение, как только его жизнь начинает подвергаться опасности со стороны смертоносных убийц Стеранко, в том числе Зигесфельда (Том Рэк), приспешник с протезом руки из золота, и Ареола Канаста (Кэрол Дэвис), которая убивает своих жертв, используя своего ядовитого скорпиона .
Тем временем Стеранко захватывает учителя и одноклассников Майкла и держит их всех в заложниках в своей удалённой крепости замка. Майкл объединяется с девушкой своего возраста по имени Мариска (Габриэль Анвар), дочерью агента Блейда (Роджер Долтри), убитого Стеранко и его бандой, чтобы уничтожить злодеев и спасти своих друзей, а также всё золото Европы. Несмотря на то, что он был ненадолго схвачен и заключен в тюрьму людьми Стеранко, Майкл сбегает, спасает миссис Гробер и его друзей, сражается и побеждает Зигесфельда.
Стеранко, его двуличная натура разоблачена Майклом, похищает Маришку и пытается сбежать со своим золотом в своём вертолёте «Eurocopter Ecureuil». Майклу удаётся спасти Маришку, и Стеранко впоследствии погибает, когда он падает из вертолёта, и бортовой запас золота падают на него. После этого миссис Гробер соглашается дать Майклу зачёт по французскому языку, в котором он нуждается.

## В ролях
- Ричард Греко — Майкл Корбен
- Линда Хант — Ильза Грант
- Роджер Рис — Август Стеранко
- Робин Бартлетт — Патрисия Гробер
- Габриэль Анвар — Мариска Блейд
- Джеральдин Джеймс — Вендетта Галанте
- Майкл Сиберри — Дерек Ричардсон
- Том Рэк — Зигесфельд
- Кэрол Дэвис — Ареола Канаста
- Фредерик Коффин[англ.] — подполковник Лараби
- Роджер Долтри — Блейд
- Оливер Дир — Кент
- Синтия Престон — Мелисса Тайлер
- Майкл Синельникофф — Хейвуд
- Трэвис Суордз — Келли
- Джерри Мендичино — Херб Корбен
- Фиона Рид — Мардж Корбен
- Майкл Винокур — Брэд Корбен
- Дэвид Макилрайт — агент Майкл Корбен
- Джин Мак — агент Крамер
- Жак Туржо — Жак Лефевр
- Уильям Дир — тестировщик бомбы

## Производство
Первоначально написанный Фредом Деккером в качестве оригинального сценария под названием «Подросток-шпион», он должен был смешать Энтони Майкла Холла из фильмов Джона Хьюза с приключениями Джеймса Бонда.

## Саундтрек
1. «If Looks Could Kill (No Turning Back)» — Glenn Medeiros
2. «One Hot Country» — The Outfield
3. «Loud Guitars, Fast Cars and Wild, Wild Livin'» — Contraband
4. «One Mo' Time» — Trixter
5. «Better the Devil You Know» — Kylie Minogue
6. «Teach Me How to Dream» — Robin McAuley
7. «All Is Fair» — The Fixx
8. «Maybe This Time» — Stabilizers|The Stabilizers
9. «My Saltine» — Bang Tango
10. «Michael Corben’s Adventure» — David Foster and Bill Ross

## Рецензии
«Если бы взгляды могли убивать» стартовал с 11-го места, со сбором $2,246,819 в первый уик-энд в США. По окончании проката в США он собрал 7,8 миллиона долларов. Роджер Эберт из «Chicago Sun-Times» дал фильму 3 звезды из 4, сказав, что изначально он считал его плохим. В конце концов, он решил, что чрезмерная глупость фильма была преднамеренной, и увидел в ней подрыв формулы шпионского фильма, а не некомпетентный грабёж. В обзоре «Variety» писали, что это «пародирует формулу Джеймса Бонда в утомительной манере». Рита Кемпли из The Washington Post назвала его «безвкусным, утомительным и полным детей». Она также раскритиковала насилие, которое, по её словам, было тревожным в фильме, предназначенном для молодежи. На агрегаторе Rotten Tomatoes фильм имеет рейтинг одобрения 29 % и средний балл 3,5 / 10 на основе семи обзоров.

## Награды и номинации
| Премия        | Категория                    | Номинанты      | Результат | Прим.  |
| ------------- | ---------------------------- | -------------- | --------- | ------ |
| «Сатурн»-1992 | Лучший фильм-фэнтези         |                | Номинация | [ 10 ] |
| «Сатурн»-1992 | Лучшая актриса второго плана | Робин Бартлетт | Номинация | [ 10 ] |
| «Сатурн»-1992 | Лучший режиссёр              | Уильям Дир     | Номинация | [ 10 ] |